# تلویزیون عربی بی‌بی‌سی
تلویزیون عربی بی‌بی‌سی (به انگلیسی: BBC Arabic TV)(به عربی: تلفزیون بي بي سي عربي)، نام یک شبکه اطلاعات خبری از بنیاد بی‌بی‌سی است. این شبکه کار خود را در ساعت ۰۹:۵۶ به وقت گرینویچ در روز ۱۱ مارس سال ۲۰۰۸ میلادی کار خود را آغاز کرد، پروژه در سال ۲۰۰۵ اعلام شد و قرار بود کار خود را در پاییز ۲۰۰۷ آغاز کند اما به تعویق افتاد. این شبکه یکی از اعضای سرویس جهانی بی‌بی‌سی است. بیشتر کارکنان این تلویزیون اعضای سابق و کسانی بودند که برای تلویزیون الجزیره کار می‌کردند.

## رقیبان
- الجزیره
- العربیه
- العالم
- فرانس ۲۴ (بخش عربی)
- الحره
- راشاتودی عربی (روسیا الیوم)